# Сандугач (Балтачевский район)
Сандугач (баш. Һандуғас) — деревня в Балтачевском районе Республики Башкортостан Российской Федерации. Входит в состав Штандинского сельсовета.

## География

### Географическое положение
Расстояние до:
- районного центра (Старобалтачёво): 29 км,
- центра сельсовета (Штанды): 11 км,
- ближайшей ж/д. станции (Куеда): 91 км.

## Население
| 2002 | 2009 | 2010 |
| ---- | ---- | ---- |
| 6    | ↘1   | →1   |

Согласно переписи 2002 года, преобладающая национальность — башкиры (100 %).